# Ministério da Modernização do Estado e da Administração Pública
O Ministério da Modernização do Estado e da Administração Pública foi a designação de um departamento do XXII Governo Constitucional de Portugal, responsável por formular, conduzir, executar e avaliar uma política global e coordenada na área da modernização administrativa, em matéria de simplificação, inovação e participação dos cidadãos e outros interessados.

## Ministros
| Período     | Ministro         | Governo                      |
| ----------- | ---------------- | ---------------------------- |
| 2019 - 2022 | Alexandra Leitão | XXII Governos Constitucional |